# Episodi di Mary Tyler Moore (quarta stagione)
La quarta stagione della serie televisiva Mary Tyler Moore è stata trasmessa in anteprima negli Stati Uniti d'America dalla CBS tra il 15 settembre 1973 e il 2 marzo 1974.
| nº | Titolo originale                          | Titolo italiano | Prima TV USA      | Prima TV Italia |
| -- | ----------------------------------------- | --------------- | ----------------- | --------------- |
| 1  | The Lars Affair                           |                 | 15 settembre 1973 |                 |
| 2  | Angels in the Snow                        |                 | 22 settembre 1973 |                 |
| 3  | Rhoda's Sister Gets Married               |                 | 29 settembre 1973 |                 |
| 4  | The Lou and Edie Story                    |                 | 6 ottobre 1973    |                 |
| 5  | Hi There, Sports Fans                     |                 | 13 ottobre 1973   |                 |
| 6  | Father's Day                              |                 | 20 ottobre 1973   |                 |
| 7  | Son of 'But Seriously, Folks'             |                 | 27 ottobre 1973   |                 |
| 8  | Lou's First Date                          |                 | 3 novembre 1973   |                 |
| 9  | Love Blooms at Hemples                    |                 | 10 novembre 1973  |                 |
| 10 | The Dinner Party                          |                 | 17 novembre 1973  |                 |
| 11 | Just Friends                              |                 | 24 novembre 1973  |                 |
| 12 | We Want Baxter                            |                 | 1º dicembre 1973  |                 |
| 13 | I Gave at the Office                      |                 | 8 dicembre 1973   |                 |
| 14 | Almost a Nun's Story                      |                 | 15 dicembre 1973  |                 |
| 15 | Happy Birthday, Lou!                      |                 | 22 dicembre 1973  |                 |
| 16 | WJM Tries Harder                          |                 | 5 gennaio 1974    |                 |
| 17 | Cottage for Sale                          |                 | 12 gennaio 1974   |                 |
| 18 | The Co-Producers                          |                 | 19 gennaio 1974   |                 |
| 19 | Best of Enemies                           |                 | 26 gennaio 1974   |                 |
| 20 | Better Late... That's a Pun... Than Never |                 | 2 febbraio 1974   |                 |
| 21 | Ted Baxter Meets Walter Cronkite          |                 | 9 febbraio 1974   |                 |
| 22 | Lou's Second Date                         |                 | 16 febbraio 1974  |                 |
| 23 | Two Wrongs Don't Make a Writer            |                 | 23 febbraio 1974  |                 |
| 24 | I Was a Single for WJM                    |                 | 2 marzo 1974      |                 |